# Dottor Strange (Marvel Cinematic Universe)
Stephen Strange è un personaggio interpretato da Benedict Cumberbatch nel media franchise del Marvel Cinematic Universe (MCU), basato sull'omonimo personaggio di Marvel Comics, e noto anche con il suo titolo accademico e alias Dottor Strange (Doctor Strange). Inizialmente è un brillante ma arrogante medico neurochirurgo che, dopo essere rimasto coinvolto in un terribile incidente d'auto che pone fine alla sua carriera, si avvicina alle arti mistiche e diventa uno stregone dedito alla difesa della Terra.
Dopo essere stato introdotto nella Fase Tre, il personaggio ha acquisito grande importanza nell'MCU, diventando uno dei suoi protagonisti; Cumberbatch ha ricevuto diversi riconoscimenti ed elogi per la sua interpretazione.

## Biografia del personaggio

### Primi anni
La vita di Stephen Strange fu segnata dalla morte di sua sorella Donna, che cadde e annegò in un laghetto ghiacciato su cui stavano giocando da bambini; Stephen venne preso dal rimorso per non averla potuta salvare. Da adulto diede prova di grande intelligenza e memoria fotografica, grazie alle quali ottenne un dottorato in medicina e ricerca. Ebbe una relazione con una sua collega, la dottoressa Christine Palmer, che non andò a buon fine a causa del comportamento caparbio e arrogante di Strange. Nonostante si lasciarono in buoni rapporti, Stephen continuò a nutrire sentimenti per la donna.

### Il Maestro delle Arti Mistiche

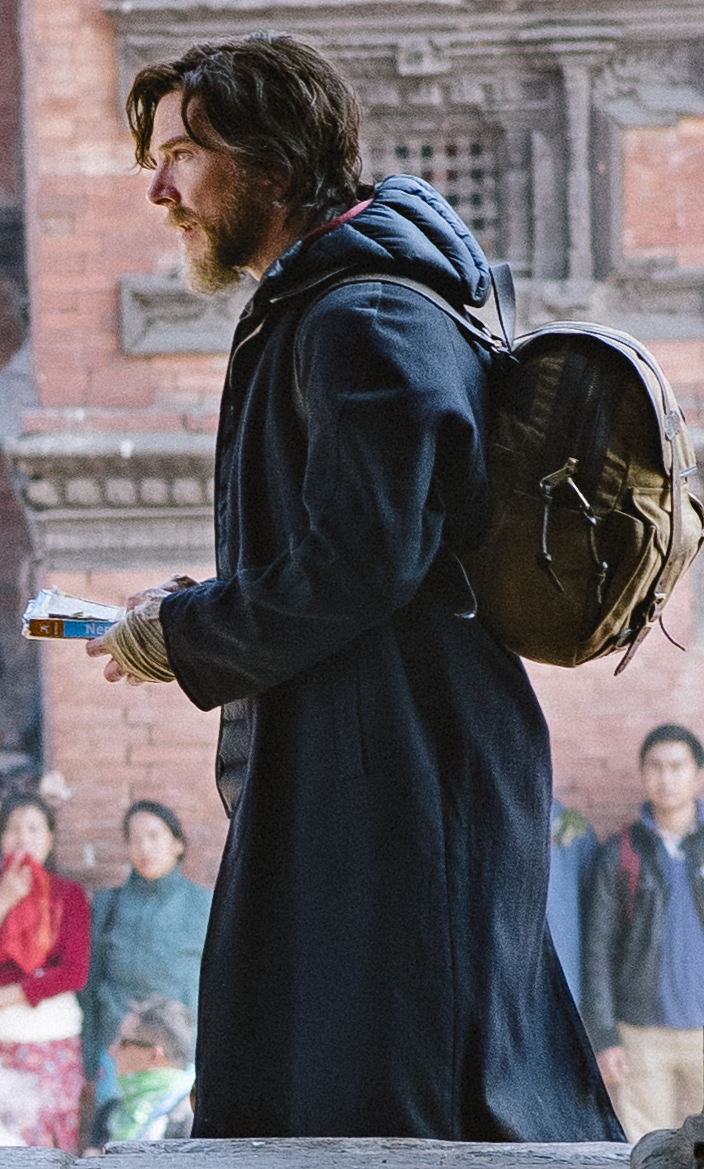
Benedict Cumberbatch sul set di Doctor Strange nel 2015.

Divenuto uno dei più bravi e celebri medici neurochirurghi al mondo, Strange ha un terribile incidente d'auto che lo lascia ferito gravemente alle mani, ponendo fine alla sua carriera. Strange cerca disperatamente di trovare una cura spendendo tutti i suoi soldi, finché non viene a sapere la storia di Jonathan Pangborn, un paraplegico che ha misteriosamente riacquistato l'uso delle gambe. Su suo consiglio si dirige a Kamar-Taj dove incontra Karl Mordo, che lo conduce al cospetto dell'Antico; i due lo introducono al mondo delle arti mistiche e gli spiegano che la Terra viene protetta dalle minacce di altre dimensioni da uno scudo mistico generato da tre edifici chiamati Sanctums, posizionati a New York, Londra e Hong Kong. Strange apprende rapidamente e riesce a sfruttare il potere dell'Occhio di Agamotto, ma Mordo e il bibliotecario Wong lo avvertono della pericolosità di infrangere le leggi della natura. Kaecilius, uno stregone rinnegato che si è alleato con il malvagio dominatore della Dimensione Oscura, Dormammu, per ottenere la vita eterna, guida un attacco al Santuario di New York e Strange lo combatte. L'Antico interviene in aiuto di Strange rivelando di aver attinto al potere della Dimensione Oscura per sostenere la sua lunga vita e, prima di morire dopo essere stata ferita da Kaecilius, dice a Strange che anche lui dovrà imparare a piegare le regole della natura per sconfiggere gli avversari. Strange, Mordo e Wong vanno a Hong Kong dove Kaecilius ha aperto la Dimensione Oscura e Strange raggiunge Dormammu intrappolandolo in un loop infinito per costringerlo a promettere di lasciare stare la Terra e chiamare a sé Kaecilius e i suoi zeloti. Mordo se ne va in quanto disilluso dall'ipocrisia dell'Antico, mentre Strange decide di rimanere al Sanctum di New York per proteggere la Terra insieme a Wong e diventa il nuovo Stregone Supremo.
Nel 2017, quando Thor e il suo fratellastro Loki giungono a New York, Strange intrappola Loki in un portale nella sua lunga precipitazione in trenta minuti e si incontra personalmente con il Dio del Tuono in quanto ritiene il Dio dell'Inganno una minaccia per la Terra. Dopo aver scoperto che stanno cercando il loro padre Odino, li indirizza in Norvegia affinché possano raggiungerlo aprendo magicamente un altro portale.

### La guerra dell'infinito e resurrezione

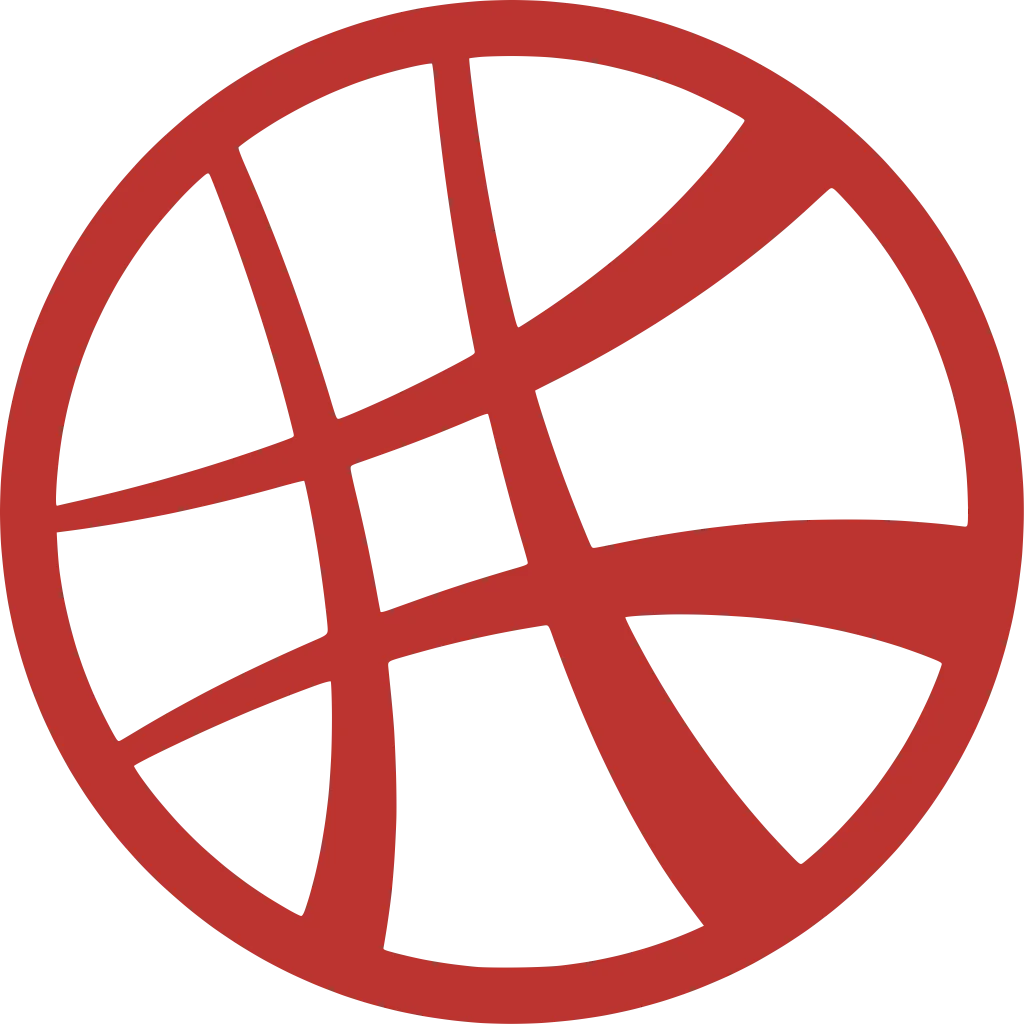
Logo del Sanctum di New York

Nel 2018 Strange e Wong si trovano al Sanctum di New York quando dallo spazio si schianta nell'edificio Bruce Banner, il quale li informa dell'arrivo di Thanos. Il Dottor Strange convoca Tony Stark (attuale leader degli Avengers), e gli spiega la situazione, subito dopo giungono in città Fauce d'Ebano e l'Astro Nero, membri dell'Ordine Nero al servizio di Thanos, in cerca della Gemma del Tempo custodita nell'Occhio di Agamotto che Strange porta nel petto. Il gruppo ha uno scontro a cui si unisce il giovane Peter Parker; accorgendosi che la Gemma del Tempo è protetta da un incantesimo, Fauce d'Ebano rapisce Strange portandolo nello spazio a bordo di un'astronave per costringerlo a consegnare la pietra, mentre tortura lo stregone. Stark e Parker li seguono e riescono a salvarlo uccidendo Fauce, poi i tre decidono di dirigersi sul pianeta Titano per combattere Thanos. Lì incontrano il resto dei Guardiani della Galassia (Star-Lord, Drax il distruttore e Mantis) e, rendendosi conto di avere lo stesso obiettivo, fanno squadra per combattere Thanos. Nell'attesa, Strange usa la Gemma del Tempo per vedere milioni di possibili futuri e ne visualizza solo uno in cui Thanos perde. Il gruppo si scontra con il potente titano con la sopraggiunta Nebula e riescono quasi a sfilargli il guanto con le Gemme dell'Infinito, finché Quill non viene a sapere che Thanos ha ucciso la sua amata Gamora per ottenere la Gemma dell'Anima e per questo lo attacca in un impeto di rabbia, permettendogli di riprendere il controllo. Dopo aver sconfitto gli eroi, Thanos si accinge a uccidere Stark ma Strange lo convince a risparmiarlo cedendogli la Gemma del Tempo nonostante in precedenza avesse affermato che avrebbe lasciato morire Stark pur di proteggere la Gemma. Successivamente, quando si verifica il Blip, Strange spiega a Tony che "non c'era altro modo" per vincere e si dissolve cadendo vittima dello sterminio.
Cinque anni dopo, nel 2023, Strange viene riportato in vita da Hulk con tutte le altre vittime del Blip e insieme a Wong e agli altri Maestri delle Arti Mistiche teletrasporta Spider-Man, i Guardiani della Galassia, gli alleati degli Avengers, gli Asgardiani, i Wakandiani e i Ravagers sul campo di battaglia per combattere una variante di Thanos e del suo intero esercito dal 2014. Durante lo scontro Strange evita che una diga distrutta inondi il campo e allude a Stark la possibilità che quello potrebbe essere l'unico futuro in cui vincono. Dopo che Stark si è sacrificato con la sua propria vita per la vittoria finale, Strange partecipa al suo funerale con Wong.

### Il multiverso
In seguito al Blip, a causa dell'assenza di Strange per cinque anni, Wong viene eletto nuovo Stregone Supremo. Nel 2024, Peter Parker va a trovare Strange dopo che la sua identità segreta è stata rivelata da Quentin Beck e gli chiede di lanciare un incantesimo che faccia dimenticare al mondo che lui è Spider-Man, noto come le Rune di Kof-Kol. Strange acconsente ma, durante il procedimento, Peter chiede di applicare numerose modifiche che portano a intaccare la stabilità del multiverso, facendo arrivare persone provenienti da altri universi che conoscono la vera identità di Spider-Man, tra cui due versioni alternative di Parker stesso (una dalla serie di film The Amazing Spider-Man ed una dalla serie di film di Sam Raimi) e i loro diversi nemici. Una volta recuperati i supercriminali, Strange intende riportarli nei loro universi ma Parker si oppone quando scopre che alcuni di loro sono destinati a morire combattendo contro Spider-Man. Il ragazzo si scontra con Strange nella Dimensione Specchio e riesce a intrappolare lì lo stregone dopo avergli rubato la reliquia contenente l'incantesimo rovinato solo per poter curare i cattivi. Strange viene liberato in seguito da Ned Leeds, il migliore amico di Peter, subito prima che la reliquia venga distrutta dal Goblin permettendo un'ulteriore spaccatura nel multiverso. Per impedire la condanna del loro universo, Peter chiede a Strange di far dimenticare al mondo la sua esistenza e lo stregone acconsente con riluttanza dall'emozione, permettendo ai due Spider-Man alternativi con i loro supercriminali ormai curati di riportarli nei loro rispettivi universi natali e perdendo la memoria di quanto accaduto.

### Lo scontro con Scarlet Witch
Tempo dopo Strange partecipa al matrimonio di Christine, dimostrando rimpianto per la sua condotta passata che ha portato al termine della loro relazione. Lo stregone, insieme a Wong, si trova poi a combattere Gargantos, un mostruoso polpo interdimensionale giunto a New York per inseguire una ragazza, America Chavez. Quest'ultima ha il potere incontrollato di viaggiare per il Multiverso ed è braccata da creature che vogliono ottenerlo, venendo aiutata dallo Strange del suo universo che però è stato ucciso una volta arrivato sulla Terra-616 (quella dell'MCU).
Strange va a chiedere aiuto a Wanda Maximoff, salvo poi rendersi conto che è stata corrotta dal malvagio potere dell'oscuro libro di Chthon, il Darkhold: è stata la maga a inviare dei mostri in caccia di America per prosciugarla del suo potere e spostarsi in un altro universo al fine di ricongiungersi con i suoi figli Billy e Tommy, da lei creati durante la permanenza a Westview. Strange le dice che così facendo ha infranto le regole del Multiverso ma Wanda gli svela che sa che lui ha dato la Gemma del Tempo a Thanos di proposito sapendo che ciò avrebbe provocato la morte di Visione lasciandola così senza più nessuno. Strange quando afferma che non c'era altro modo Wanda gli dice che in realtà ha preferito quella soluzione piuttosto che crearne una lui e che avrebbe potuto farli vincere senza fare alcun sacrificio invece di lasciar morire Visione e il resto degli eroi che sono morti a causa di ciò. Strange si rifiuta di consegnarle America, pertanto Maximoff guida un attacco contro Kamar-Taj uccidendo la maggior parte degli stregoni. Durante lo scontro Strange e America finiscono in un altro universo quando Chavez attiva involontariamente i suoi poteri, mentre Wong rimane prigioniero di Wanda.
Strange e Chavez finiscono accidentalmente nell'altro universo noto come la "Terra-838" dove il Barone Karl Mordo (qui Stregone Supremo) li arresta e li conduce al cospetto degli Illuminati, una squadra segreta dei supereroi più potenti di questo universo, guidati dal professor Charles Xavier, e sono composti dallo stesso Barone Mordo, Captain Carter, Reed Richards, Maria Rambeau e Black Bolt. Loro spiegano che lo Strange del loro universo ha usato il potere oscuro del Darkhold per sconfiggere Thanos, distruggendo così un altro universo; ciò portò gli Illuminati a condannarlo a morte, facendolo passare per un eroe al resto del mondo. Gli Illuminati (eccezione fatta per Xavier) ritengono anche lo Strange della Terra-616 una minaccia, ma l'incontro viene interrotto dall'attacco di Wanda alla base, in quanto la maga ha scoperto come muoversi per gli universi con il potere del Darkhold, possedendo la Maximoff della Terra-838. Wanda uccide brutalmente quasi tutti gli Illuminati (tranne Mordo che riesce a salvarsi) e Strange fugge con America e la variante di Christine Palmer, una scienziata della Terra-838, ma vengono raggiunti dalla Maximoff che invia lo stregone e Palmer in un altro universo e cattura Chavez.
Strange e Palmer si trovano in un universo distrutto e incontrano una variante malvagia del primo che è corrotta dal Darkhold, che viene uccisa da Strange. Quest'ultimo usa la tecnica mistica del dreamwalking per possedere il corpo defunto del suo altro sé nella Terra-616, dove combatte Wanda con Wong quando America gli chiede di ucciderla e assorbire i suoi poteri per battere Wanda dicendo che lo Strange che ha incontrato gli aveva detto che la sua morte era l'unica possibilità per vincere. Strange finalmente realizza l'errore compiuto con Thanos ovvero affidarsi a un'unica soluzione pur di vincere perciò si rifiuta di uccidere la ragazza volendo a quel punto creare una soluzione lui stesso che non comprenda alcun sacrificio. Perciò libera America che riesce finalmente a controllare i suoi poteri grazie alle parole di incoraggiamento di Strange. America si unisce alla lotta contro Wanda ma quando si rende conto che nemmeno loro tre insieme potrebbero batterla decide di dare a Wanda ciò che desiderava ovvero riunirsi con i suoi figli. La Maximoff finisce per rendersi conto della gravità delle sue azioni, pertanto apparentemente si sacrifica per distruggere il Darkhold in tutti gli universi affinché nessuno venga corrotto da esso. La Palmer della Terra-838 torna nel suo universo dopo che Strange le ha professato eterno amore, mentre America rimane come allieva a Kamar-Taj. In seguito Strange sviluppa un terzo occhio e viene avvicinato da una maga, chiamata Clea, la nipote di Dormammu, che gli chiede aiuto per scongiurare un'incursione nella Dimensione Oscura.

## Versioni alternative
Diverse versioni alternative del Dottor Strange appaiono nella serie animata What If...? e nel film Doctor Strange nel Multiverso della Follia.

### What If...?

#### Dottor Strange Supremo
In quest’universo alternativo, Strange riesce a far funzionare la sua relazione con Christine ma, nel 2016, la donna muore in un incidente d'auto in cui Strange rimane illeso. In preda al dolore, Stephen diventa uno stregone e decide di usare l'Occhio di Agamotto per viaggiare nel tempo e impedire la morte di Christine, ma tutti i suoi tentativi si rivelano infruttuosi. L'Antico spiega a Strange che la morte di Palmer è "un punto fisso nel tempo" e cambiarlo potrebbe generare un paradosso che distruggerebbe la realtà. Il dottore decide di provare ugualmente e si dirige alla Biblioteca di Cagliostro, dove passa secoli ad assorbire esseri magici diventando un'alternativa versione di sé stesso chiamata Strange Supremo. Si scopre che l'Antico ha usato un incantesimo della Dimensione Oscura per dividere Strange in due esseri distinti così da dividere il suo potere: uno è Strange Supremo, l'altro è venuto a patti con la morte di Christine. Strange Supremo riesce ad assorbire l'altra sua metà, per poi usare tutto il suo potere per riportare in vita Christine, portando al collasso del suo universo; inutilmente lo stregone chiede l'aiuto di Uatu l'Osservatore, onnisciente spettatore del Multiverso, il quale si rifiuta di intervenire. Stephen assiste nuovamente alla morte di Christine e rimane l'unico superstite del suo universo in una dimensione tascabile. Tempo dopo, l’Osservatore recluta Strange per entrare a far parte dei Guardiani del Multiverso insieme a Peggy Carter / Captain Carter, Star-Lord (T'Challa), Thor, la Vedova Nera, Gamora e il Principe Killmonger per combattere Infinity Ultron. La squadra riesce a disattivare Ultron grazie all'utilizzo della malefica Intelligenza Artificiale di Arnim Zola, poi Strange intrappola Zola e Killmonger (che ha tradito il gruppo per reclamare le Gemme dell'infinito) in una dimensione tascabile dove combatteranno in eterno sorvegliati da Strange stesso. Nonostante la possibilità di redenzione offertagli dall’Osservatore, lo stregone non perde la speranza di poter recuperare il proprio universo natio, perciò costruisce nel tempo un Santcum Infinituum in cui tiene centinaia di eroi e criminali provenienti da tutto il Multiverso rinchiusi all’interno di piccole dimensioni tascabili, con lo scopo di gettarli in un’enorme fucina e usare la loro energia per ricreare il suo universo e con esso Christine. Dopo aver dato la caccia a Kahhori, che gli si ribella, Strange rintraccia la sua vecchia alleata Captain Carter, che scopre la verità e insieme a Kahhori cerca di contrastarlo. Peggy riesce in extremis a far riemergere la parte razionale di Stephen, ma ciò avviene troppo tardi: Strange si lascia cadere insieme ai suoi demoni interiori dentro la fucina, ridando di fatto vita al proprio universo ma facendo sì che lui stesso non ci sia mai nato.

#### Zombie Strange
Nel 2018 alternativo, Strange è tra gli infetti di un virus quantico che muta le persone in zombie. Quando Banner arriva sulla Terra si imbatte in lui, Wong e Iron Man (tutti e tre trasformati) a New York che cercano di attaccarlo. Strange viene ucciso da Hope van Dyne e la Cappa della Levitazione, che si è allontanata da lui quando è stata zombificata, entra in possesso prima di Parker e poi di Scott Lang.

### Multiverso della Follia

#### Defender Strange
Uno Strange alternativo che si occupa di proteggere America Chavez da un demone interdimensionale, Gargantos. Quando vengono messi alle strette, cerca di prelevare il potere di America (uccidendola) affinché non venga assorbito dalla creatura, ma viene ferito mortalmente dal demone. Il corpo di Strange e America finiscono poi sulla Terra-616 (l'universo MCU) e il cadavere viene mostrato allo Strange di quell'universo e a Wong, che lo seppelliscono. Successivamente lo Strange-616 usa la tecnica del dreamwalking per possederne il cadavere e combattere Wanda Maximoff.

#### Supreme Strange di Terra-838
Nell'universo alternativo catalogato come la Terra-838, Strange è lo Stregone Supremo membro degli Illuminati. Usa sconsideratamente il potere del Darkhold per combattere e sconfiggere Thanos, creando così un'incursione che distrugge un altro universo. Per questa ragione viene giustiziato con riluttanza da Freccia Nera su decisione dei suoi compagni Illuminati, che fanno credere al mondo che si sia sacrificato per sconfiggere Thanos diventando noto come "il più grande eroe della Terra". Il suo ruolo come Stregone Supremo e membro degli Illuminati viene poi preso da Mordo.

#### Sinister Strange corrotto dalDarkhold
In una realtà alternativa, Strange usa il Darkhold per trovare un'altra versione di se stesso che sarebbe potuto vivere felicemente con Christine e, non riuscendoci, ha ucciso altre versioni di se stesso portando alla rovina del proprio universo. Quando lo Strange della Terra-616 e la Palmer della Terra-838 arrivano nel suo mondo, i due stregoni si scontrano e il Sinister Strange viene ucciso dalla sua controparte buona al termine del loro combattimento con gli incantesimi delle note musicali, mentre viene scagliato fuori da una finestra e facendolo impalare con orrore ad una delle cancellate.

### Deadpool & Wolverine

#### Strange potato
Una versione alternativa e inedita di Strange si ritrovò nel Vuoto, un regno simile a una terra desolata in cui tutto ciò che veniva "potato" dalla Time Variance Authority era stato inviato, e fu ucciso da Cassandra Nova, sorella gemella di Charles Xavier e sedicente sovrano del Vuoto, che indossò la sua pelle mozzata per quattro giorni e conservò il suo slip ring come ricordo, che in seguito usa per aiutare Deadpool e Logan a fuggire da Alioth.

## Caratterizzazione
In Doctor Strange Cumberbatch spiegò che il film avrebbe mostrato il viaggio di Strange "dal ritenere di sapere tutto al rendersi conto di non sapere nulla"; paragonò il suo personaggio alla versione di Sherlock Holmes da lui interpretata in Sherlock, dato che entrambi sono arroganti, estremamente intelligenti e "sono fatti della stessa pasta". Il misticismo presente nel film richiama l'anno sabbatico che Cumberbatch trascorse in India, a Darjeeling, insegnando inglese in un monastero buddista tibetano. Le abilità di Strange nel film includono il saper lanciare incantesimi "con nomi divertenti", creare mandala di luce per realizzare scudi e armi e creare portali per trasportarsi ovunque nel mondo. Strange possiede inoltre la Cappa della Levitazione per volare e l'Occhio di Agamotto, una reliquia contenente la Gemma del Tempo (una delle sei Gemme dell'Infinito), con cui può manipolare il tempo. Cumberbatch fu molto attento a definire i movimenti fisici degli incantesimi, sapendo che sarebbero stati controllati e studiati dai fan. I gesti furono descritti "balletici" e "molto dinamici" e l'attore si fece aiutare dal ballerino JayFunk.
Successivamente Strange è diventato un maestro delle arti mistiche. Markus e McFeely ritennero che lo Strange di Infinity War è "l'adulto responsabile nella stanza" a causa della sua ampia visione delle cose. Aaron Lazar ha fatto da controfigura di Cumberbatch finché l'attore non ha completato le riprese di Edison - L'uomo che illuminò il mondo (2017), al termine delle quali Cumberbatch ha girato le scene in cui la sua faccia era in mostra. JayFunk ha assistito nuovamente Cumberbatch per i movimenti delle dita.
In Doctor Strange nel Multiverso della Follia (2022), lo sceneggiatore Michael Waldron ha paragonato Strange a Indiana Jones, in quanto è un eroe che "può incassare un pugno" ma con l'intelletto dello chef Anthony Bourdain, definendolo
"un grande eroe d'avventura". Waldron sperava di esplorare gli effetti degli eventi subiti da Strange nelle sue precedenti apparizioni. Cumberbatch interpreta anche tre versioni alternative del personaggio: una apparentemente eroica basata sulla versione della serie a fumetti Defenders del 2011; l'ex Stregone Supremo della Terra-838 che fondò gli Illuminati; e una versione più oscura corrotta dal Darkhold.

## Concezione e sviluppo
Il personaggio del Dottor Strange è stato originariamente creato negli anni sessanta; l'artista Steve Ditko e lo scrittore Stan Lee dissero che il personaggio fu un'idea originaria di Ditko e venne chiamato Dottor Strange in quanto sarebbe apparso nelle Strange Tales. Inizialmente si sarebbe dovuto chiamare Mister Strange, ma fu cambiato perché era troppo simile a Mister Fantastic.
In seguito alla realizzazione di un film televisivo del 1978 dal titolo Dr. Strange, ci furono vari tentativi di sviluppare un film sul Dottor Strange a partire dalla metà degli Anni Ottanta, finché la Paramount Pictures ottenne i diritti cinematografici nell'aprile 2005 per conto dei Marvel Studios. A metà degli anni 2000 Kevin Feige si rese conto che la Marvel era ancora in possesso dei diritti dei membri principali dei Vendicatori, tra cui Strange. Feige, "fanboy" autoproclamato, desiderava creare un universo condiviso come gli autori Stan Lee e Jack Kirby avevano fatto con i loro personaggi fumettistici nei primi Anni Sessanta. Nel 2004, David Maisel venne assunto come direttore operativo dei Marvel Studios in quanto aveva un piano per lo studio di autofinanziare i film. La Marvel stipulò una struttura di debito pro soluto con Merrill Lynch, in base alla quale la Marvel ottenne 525 milioni di dollari per realizzare un massimo di dieci film basati sulle proprietà della società in otto anni, garantiti da alcuni diritti cinematografici per un totale di dieci personaggi, incluso il Dottor Strange. Thomas Dean Donnelly e Joshua Oppenheimer vennero scelti nel giugno 2010 per scrivere una sceneggiatura. Nel giugno 2014, Derrickson fu assunto per dirigere e riscrivere il film con Spaihts; Cumberbatch fu selezionato per il ruolo nel dicembre 2014 e fu necessario cambiare il programma per alcuni suoi impegni. Ciò diede il tempo a Derrickson di lavorare sulla sceneggiatura con l'aiuto di Cargill. Le riprese del film ebbero inizio nel novembre 2015 in Nepal, per poi trasferirsi nel Regno Unito, a Hong Kong e infine a New York nell'aprile 2016.

## Accoglienza
La scelta di Cumberbatch come Strange e la sua interpretazione sono state elogiate dalla critica. L'attore è stato candidato nel 2016 per i Critics' Choice Movie Award come miglior attore in un film d'azione, nel 2017 per un Saturn Award come miglior attore in un film e un Teen Choice Award per un attore in un film fantasy.